# Ljuba Welitsch
Ljuba Welitsch, nata Veličkova (in bulgaro Люба Величкова?; Borisovo, 10 luglio 1913 – Vienna, 31 agosto 1996), è stata un'attrice e soprano bulgara naturalizzata austriaca. 
Divenne famosa per il ruolo da protagonista in Salomè di Richard Strauss, dove fu seguita dal compositore stesso. La sua carriera internazionale fu breve, l'esordio fu ritardato dalla seconda guerra mondiale e la sua fine fu accelerata da problemi vocali. Si trasferì nel 1947 a Londra e continuò a cantare a New York dal 1949.

## Biografia e carriera

### Primi anni
Veličkova nacque a Borisovo, presso Pleven, in Bulgaria, dove crebbe nella fattoria della sua famiglia con le sue due sorelle. Sviluppò il suo interesse per la musica da ragazza: quando aveva otto anni una delle sue sorelle le regalò un violino e per un po' prese in considerazione l'idea di diventare una musicista professionista.  Dopo aver lasciato il liceo a Šumen si iscrisse alla facoltà di filosofia all'università di Sofia, ottenendo un dottorato di ricerca. A Sofia studiò musica con Georgi Zlatev-Cherkin.  Con il finanziamento del governo bulgaro, si trasferì a Vienna per studiare con Theo Lierhammer, professore di canto all'Accademia di Stato.

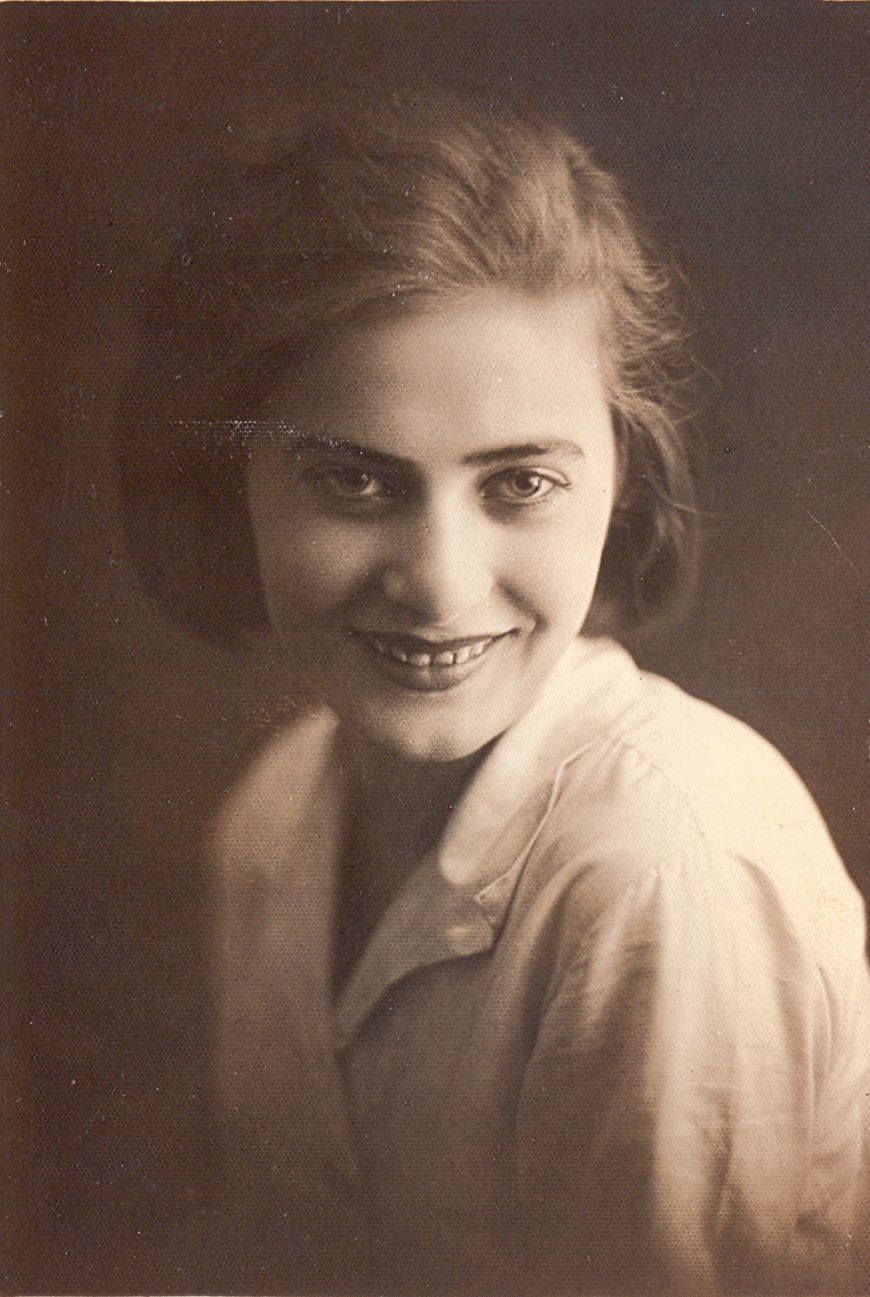
Welitsch nei primi anni '30

Welitsch fece il suo debutto operistico a Sofia nel 1936, in una piccola parte in Louise. Il suo primo ruolo principale fu Nedda in Pagliacci all'Opera di Graz nello stesso anno. Con la compagnia di Graz interpretò una gamma insolitamente ampia di ruoli soprano, in opere di compositori come Mozart, Wagner, Humperdinck, Puccini e Richard Strauss.
Tra allora e la fine della seconda guerra mondiale fu membro di compagnie d'opera ad Amburgo (1941-1943), Monaco e Berlino (1943-1946), dove cantò il ruolo del giovane compositore in Ariadne auf Naxos di Richard Strauss. Il noto compositore, rimastone impressionato, le offrì il ruolo da protagonista in una nuova produzione della sua Salomè a Vienna nel 1944, in occasione del suo ottantesimo compleanno. La aiutò a preparare la parte, che divenne quella a cui fu più strettamente associata.  Lavorarono sul pezzo per sei settimane prima dell'esibizione. Strauss partecipava alle prove ogni giorno.
Welitsch ottenne la cittadinanza austriaca nel 1946. Divenne un membro chiave del gruppo di cantanti che il direttore dell'opera Franz Salmhofer riunì intorno a lui mentre si sforzava di ricostruire la compagnia dell'Opera di Vienna alla fine della guerra. A Vienna ampliò ulteriormente il suo repertorio, aggiungendo ruoli in opere francesi, tedesche, italiane e russe. Oltre a Salomè, altri ruoli con i quali era particolarmente associata a Vienna erano Cio-Cio-san in Madama Butterfly e Donna Anna in Don Giovanni.

### Carriera internazionale
Nel 1947 Salmhofer portò la compagnia a Londra, su invito della Covent Garden Opera. Welitsch non era completamente sconosciuta al pubblico britannico, essendo stato scoperta e ben accolta nelle esibizioni della Sinfonia n. 9 di Beethoven e del Requiem di Giuseppe Verdi dirette da John Barbirolli, ma la sua accoglienza nel teatro dell'opera fece notizia. A Covent Garden nei panni di Donna Anna e Salomè fece scalpore, eclissando la sua collega Maria Cebotari, con la quale condivideva entrambi i ruoli.  Secondo il Dizionario della musica e dei musicisti, stupì il pubblico londinese con la passione, la purezza vocale e la forza irresistibile delle sue esibizioni. Mentre era a Londra, Welitsch partecipò a due spettacoli televisivi in Elektra di Strauss, diretti da Thomas Beecham, alla presenza del compositore.
David Webster, direttore della Royal Opera House, riconoscendo il talento di Welitsch, si assicurò i suoi servizi per la compagnia residente, con la quale apparve tra il 1948 e il 1953 in Aida, La bohème, Salomè, Tosca e La dama di picche. A Londra, come a Vienna, le opere venivano abitualmente eseguite in lingua locale e Welitsch, come altri cantanti tedeschi che si esibivano al Covent Garden, dovette imparare i suoi ruoli in inglese. Nel ruolo di Musetta ne La bohème, secondo The Times, spesso cantando (spediva) fuori dal palcoscenico chiunque stesse interpretando Mimì in quel momento, sebbene fra le sue Mimì vi fossero Elisabeth Schwarzkopf e Victoria de los Angeles. Quando Welitsch cantò Donna Anna per la Glyndebourne Festival Opera al Festival di Edimburgo nel 1948, il critico Frank Howes scrisse che era una tigre che avrebbe potuto mangiare sia Don Giovanni che Don Ottavio. Nello stesso anno cantò nella Sinfonia n. 9 di Beethoven con la Wiener Philharmoniker diretta da Wilhelm Furtwängler alla Royal Albert Hall. Nel 1949 a Edimburgo interpretò Amelia in Un ballo in maschera.

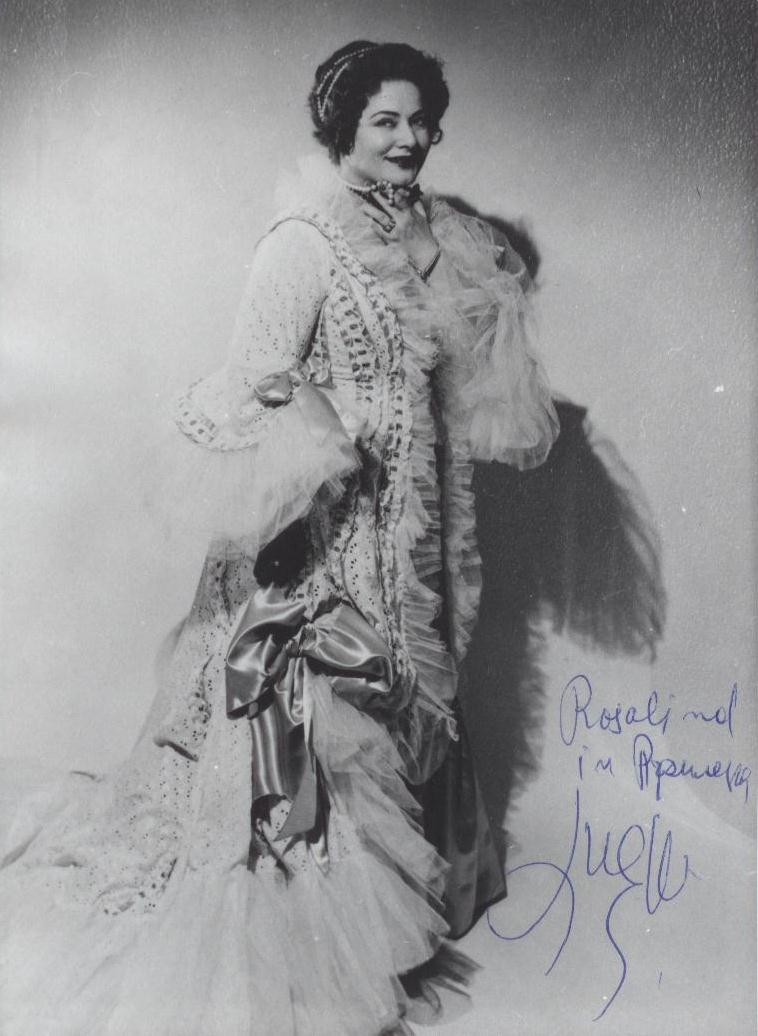
Welitsch nel ruolo di Rosalinde in Die Fledermaus

Sempre nel 1949 Welitsch fece il suo debutto al Metropolitan Opera House di New York in Salomè. Variety riportò gli elogi del canto e della recitazione di Welitsch, ma si concentrò maggiormente sulla sua esibizione della danza dei sette veli di Salomè. Lo storico Kenneth Morgan scrive: 
Al Metropolitan Opera Welitsch interpretò anche Rosalinde in Il pipistrello, nonché ruoli di personaggio non cantati, come la Duchessa di Crakentorp in La figlia del reggimento nel 1972.
La carriera internazionale di Welitsch si concentrò principalmente a Vienna, Londra e New York, sebbene rimase fedele a Graz e fece apparizioni come ospite. Fu invitata due volte a esibirsi alla Scala, ma i suoi impegni non le consentirono di accettare.

### Ultimi anni
Nel 1953 Welitsch aveva sviluppato noduli alle sue corde vocali, necessitando di un intervento chirurgico. Ciò, aggravato dal suo insolitamente alto numero di spettacoli, portò a un rapido deterioramento del suo canto, costringendola a rinunciare ai ruoli da protagonista per cui era stata maggiormente celebrata. Si aspettava una carriera più lunga e aveva preso in considerazione l'idea di assumere il ruolo di Isotta, sebbene non fosse innamorata di Wagner in generale. Il critico Tim Ashley scrive che l'addio di Welitsch a Salomè apparve nel film di Manol Reed del 1955 Accadde a Berlino, in una scena ambientata alla Staatsoper di Berlino durante un'esibizione dell'opera: La vedi solo a distanza, anche se è abbastanza per avere un'idea di come fosse sul palco.
Welitsch fu ancora in grado di interpretare ruoli come Magda in La rondine di Puccini a Vienna nel 1955 e di registrare la parte del personaggio di Marianne nel set de Il cavaliere della rosa del 1956 di Herbert von Karajan. Si rivolse con successo al palcoscenico non operistico, in parti come June in una traduzione tedesca di L'assassinio di Sister George a Berlino nel 1970.
Anche dopo il suo ritiro, Welitsch continuò a essere considerata dai professionisti con ammirazione e affetto.
Welitsch si sposò e divorziò due volte. Non ebbe figli. Morì a Vienna dopo una serie di infarti nel 1996.

## Critica

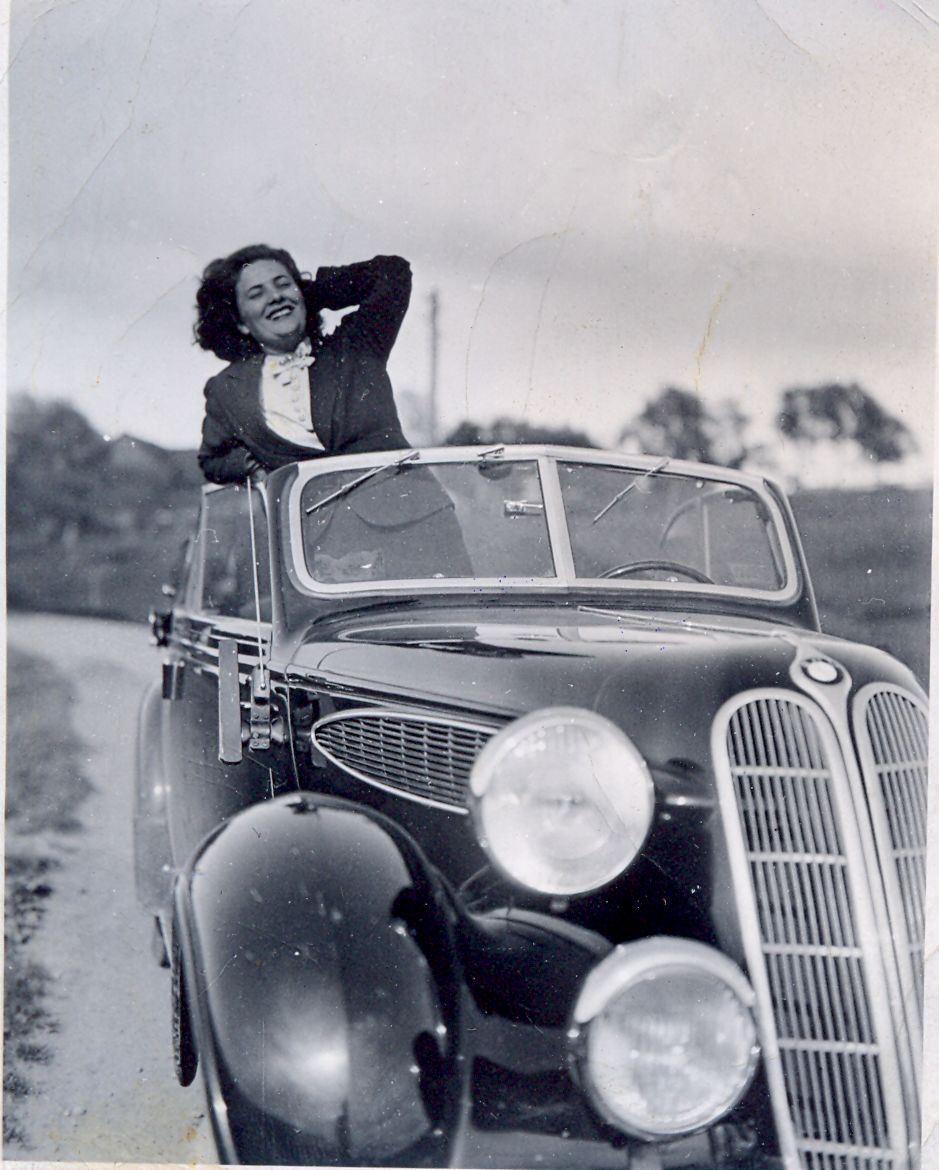
Welitsch nel 1939

Nel 1953, mentre Welitsch era all'apice della sua carriera, Lord Harewood, direttore di Opera, disse di lei: 

Il collega di Harewood Harold Rosenthal aveva precedentemente espresso forti dubbi sul fatto che le registrazioni potessero rendere giustizia al talento di Welitsch. I commenti di Rosenthal furono scritti nel 1949, quando Welitsch aveva fatto solo una manciata di registrazioni, ma scrivendo molto tempo dopo il suo ritiro, JB Steane sentì anche che le varie registrazioni disponibili da allora non la lusingarono: 
Steane in seguito aggiunse che una registrazione dal vivo recentemente rinvenuta da una trasmissione del 1944 mostra la voce giovane nel suo momento migliore e trasmette forse l'impressione più vivida del temperamento.
Il giudizio poco lusinghiero di Irving Kolodin sulla bellezza di Welitsch non fu condiviso da altri critici. Philip Hope-Wallace, in un articolo intitolato La donna più bella che conosco, la definì incontrovertibilmente bella, anche se in modo molto individuale, e Ashley la definì la dea sessuale dell'opera del XX secolo ... ma era anche una delle più grandi cantanti che siano mai vissute. Dopo la sua danza dei sette veli in Salomè, l'artista pin-up George Petty mise in cima alla sua lista dei migliori nudi femminili al mondo.
Il soprano Leontyne Price affermò di voler intraprendere la carriera operistica dopo aver visto Welitsch in Salomè. Nel Dizionario dei personaggi dell'opera della Oxford University Press (2008), Joyce Bourne scrive Tra le famose interpreti di Salomè, come Emmy Destinn, Maria Jeritza, Maria Cebotari, Christel Goltz, Birgit Nilsson, Josephine Barstow, Hildegard Behrens e Catherine Malfitano, probabilmente la più famosa fu il soprano bulgaro Ljuba Welitsch.

## Repertorio
| Ruolo                                      | Titolo                   | Autore           |
| ------------------------------------------ | ------------------------ | ---------------- |
| Jaroslavna                                 | Il principe Igor'        | Borodin          |
| Tatiana                                    | Eugenio Onegin           | Čajkovskij       |
| Lisa                                       | La dama di picche        | Čajkovskij       |
| Duchessa di Crakentorp                     | La figlia del reggimento | Donizetti        |
| Hänsel                                     | Hänsel e Gretel          | Humperdinck      |
| La Ragazza delle Oche                      | Königskinder             | Humperdinck      |
| Jenůfa                                     | Jenůfa                   | Janáček          |
| Nedda                                      | Pagliacci                | Leoncavallo      |
| Manon Lescaut                              | Manon                    | Massenet         |
| Cherubino Contessa d'Almaviva Susanna      | Le nozze di Figaro       | Mozart           |
| Donna Anna                                 | Don Giovanni             | Mozart           |
| Fiordiligi                                 | Così fan tutte           | Mozart           |
| Giulietta                                  | I racconti di Hoffmann   | Offenbach        |
| Manon Lescaut                              | Manon Lescaut            | Puccini          |
| Mimì Musetta                               | La bohème                | Puccini          |
| Floria Tosca                               | Tosca                    | Puccini          |
| Cio-Cio-San                                | Madama Butterfly         | Puccini          |
| Minnie                                     | La fanciulla del West    | Puccini          |
| Magda de Civry                             | La rondine               | Puccini          |
| Giorgetta                                  | Il tabarro               | Puccini          |
| Rosalinde                                  | Il pipistrello           | Strauss, Johann  |
| Salomè                                     | Salomè                   | Strauss, Richard |
| Elettra                                    | Elettra                  | Strauss, Richard |
| La Marescialla Ottaviano Sofia von Faninal | Il cavaliere della rosa  | Strauss, Richard |
| Il Compositore                             | Arianna a Nasso          | Strauss, Richard |
| Leonora                                    | Il trovatore             | Verdi            |
| Amelia                                     | Un ballo in maschera     | Verdi            |
| Aida Amneris                               | Aida                     | Verdi            |
| Desdemona                                  | Otello                   | Verdi            |
| Elisabeth                                  | Tannhäuser               | Wagner           |

## Registrazioni

### Opere complete
La carriera internazionale di Welitsch si concluse all'incirca nel periodo in cui gli LP stavano diventando il mezzo predominante per le registrazioni. Essi aprirono la strada a registrazioni complete di un gran numero di opere, ma Welitsch si ritirò troppo presto per far parte di questo nuovo sviluppo. La sua unica registrazione in studio di un'opera completa fu Die Fledermaus (in inglese, senza dialoghi) registrato per l'etichetta Columbia nel dicembre 1950 e gennaio 1951 con lo stesso cast e direttore della produzione contemporanea del Metropolitan Opera House.
Si pensò di fare una registrazione completa in studio di Salomè, con la direzione di Reiner, ma non si concluse per mancanza di fondi. Le registrazioni live complete di Welitsch in Salomè furono incise nel 1949 e nel 1952 e rilasciate in trasferimenti di CD. Furono emesse registrazioni in studio e di Welitsch nella scena finale di Salomè: la più diffusa fu una registrazione in studio del 1949 diretta da Reiner. La versione menzionata da Steane, sopra, fu registrata a Vienna nel 1944 sotto la direzione di Lovro von Matačić.
Altre registrazioni di opere complete con Welitsch sono Elektra (BBC, 1947), Un ballo in Maschera (compagnia Glyndebourne a Edimburgo, 1949) e Aida (Metropolitan, 1949 e 1950). Una registrazione dal vivo di Don Giovanni fu fatta al Festival di Salisburgo nel 1950, diretta da Furtwängler, con Tito Gobbi, Welitsch, Schwarzkopf e Irmgard Seefried.
Welitsch interpretò Marianne in due registrazioni complete di Il cavaliere della rosa. Oltre al set di Karajan sopra menzionato, interpretò il ruolo in una registrazione italiana del 1957 diretta da Artur Rodzinski.
Welitsch compare anche nel Gala inserito nella leggendaria incisione Decca de Il pipistrello di Johann Strauss. Per l'occasione canta la canzone viennese Wien, Wien, nur du allein.

## Filmografia
- Accadde a Berlino, regia di Carol Reed (1953)
- Im Prater blüh'n wieder die Bäume, regia di Hans Wolff (1958)
- Le armi e l'uomo, regia di Franz Peter Wirth (1958)
- Nuda fra le tigri, regia di Arthur Maria Rabenalt (1959)
- Liebe auf krummen Beinen, regia di Thomas Engel (1959)
- La Paloma, regia di Paul Martin (1959)
- Neurose, regia di Rolf Thiele (1959)
- Tu sei meravigliosa, regia di Paul Martin (1959)
- My Niece Doesn't Do That, regia di Franz Josef Gottlieb (1959)
- Schlußakkord, regia di Wolfgang Liebeneiner (1960)
- Geliebte Hochstaplerin, regia di Ákos Ráthonyi (1961)
- Eheinstitut Aurora, regia di Wolfgang Schleif (1962)
- Adorable Julia, regia di Alfred Weidenmann (1962)
- Das haben die Mädchen gern, regia di Kurt Nachmann (1962)
- Charley's Tante, regia di Géza von Cziffra (1963)
- I learned It from Father, regia di Axel von Ambesser (1964)
- I dolci vizi... della casta Susanna , regia di Franz Antel (1967)
- Paradies der flotten Sünder, regia di August Rieger, Rolf Olsen e Géza von Cziffra (1968)
- Eine Nacht a Venedig, regia di Václav Kaslík (1974)
- Ein echter Hausfrauenfreund, regia di Kurt Nachmann (1975)
- The Mimosa Wants to Blossom Too, regia di Helmut Meewes (1976)